# ランキング番組
ランキング番組（ランキングばんぐみ） は、テレビやラジオの放送番組のジャンルの一つ。番組でテーマを決め、扱う順位（ランキング）を10位や3位と絞る。カウントダウン形式で下位から順に発表していくも手法も多い。
音楽ランキング番組の先駆けは、「TBS歌謡曲ベストテン」といわれる。
かつての音楽ランキング番組では「番組独自」で打ち出したチャートが多かったが、各企業や飲食店ごとに把握している商品売上などのランキングをテーマにしている番組もある。
番組独自で調査したランキング形式では、視聴者の関心を引き付けるために、「本来下位であるはずのものを上位のものとして発表する」などのランキング操作が行われる場合がある。大阪商業大学学長の谷岡一郎は、ランキングを見る際には「同じ条件のものを比べているか」、「誰に決めさせているのか」、また選ぶ側としては、「組織票がないか、恣意的な質問はないか」に着目することで、どのような条件でランキングがつくられたのか、作成者の意図は何なのかを見ることができるとし、ランキング番組はあくまで娯楽として楽しむべきだとしている。 